# 瓦桥关之战
瓦桥关之战是发生于辽乾亨二年，即北宋太平兴国五年（980年）農曆十月二十日至十一月十一，遼國奪佔北宋瓦橋關（今河北省雄县）的戰役。

## 战役背景
辽景宗耶律贤于乾亨元年（北宋太平兴国四年），为报复北宋之前的北伐，而第一次发动了对北宋的大举入侵，却在满城被宋军击溃。。第二年，在流放了准备叛乱的宋王喜衮之后，耶律贤重新开始准备针对北宋的战争。

## 战前准备

### 辽
辽乾亨二年（北宋太平兴国五年）十月，耶律贤命令巫师拜祭天地和兵神。十天后，辽军准备南侵，开始祭旗鼓。又过了两天，耶律贤抵达幽州。

### 北宋
宋太宗早在耶律贤抵达幽州的前后，就下诏要前往雄州巡视北部边界，但是一直出于某种原因未能成行。

## 战役经过
十月，耶律贤率军抵达固安，并于九天后亲自率兵包围了瓦桥关。
十一月，关内宋军夜袭辽军大营，被辽节度使萧干、将军耶律赫德击退。三天后，耶律休哥率领辽军在瓦桥关东部防御宋军。瓦桥关守将、宋军将领张师从关内突围而出，耶律贤督战，耶律休哥亲自率军击退宋军，阵斩张师。六天后，宋军在易水南岸列阵，耶律贤认为耶律休哥的战马过于显眼，容易被宋军集火，于是将自己的白马与耶律休哥的马相交换。耶律休哥率军渡河，大败宋军，一路追击宋军到莫州境内，生擒多名宋军将领，一路上尸横遍野。
易水之战的第二天，宋太宗正式下令开始巡边，并于两天后出发，次日抵达长垣县。前方此时传来消息，声称在宋军在瓦桥关南击溃辽军万余人，阵斩三千多。宋太宗随即下令派河阳节度使崔彦进担任关南兵马督部署。
赵光义抵达长垣县的三天后，辽军班师回朝，并于两天后回到大名府。十二月，耶律贤大宴军士，加封耶律休哥为裕悦。

## 战役影响
太平兴国五年十二月，宋太宗更改了前线部署，改派雁门之战中把辽军打怕了的杨业为云州观察使。在辽军撤走之后，赵光义本来打算直接进攻幽州，并将保静军节度使，幽州行营都部署刘遇、睦州团练使，幽州西路行营壕砦都监田钦祚、威塞军节度使曹翰、登州防禦使，幽州东路行营壕砦都监赵延溥等人派往北部边界，准备讨伐事宜，但最后这件事情还是被翰林学士李昉、扈蒙等人拦了下来。
宋太宗对于瓦桥关之战完全放任不管，任由前线将领自己决策。这可能是宋太宗藉由小敗仗，清洗宋太祖系將領的技倆。